# Gallyon van Vessem
Gallyon van Vessem (Haarlem, 25 november 1968) is een Nederlandse televisiepresentatrice.
In 1991 begon Van Vessem als omroepster bij de TROS. Dit deed zij samen met Ellen Brusse. Voor deze omroep presenteerde ze later ook onder meer kinderprogramma's, waaronder in de Bassie en Adriaan-serie De reis vol verrassingen. In augustus 1995 maakte ze de overstap naar de nieuwe omroep SBS6 en vormde samen met Milika Peterzon het presentatieduo van het nieuwsprogramma Hart van Nederland. In augustus 1997 stopte ze met haar presentatiewerk en richtte ze een eigen kliniek voor cosmetische chirurgie op.
In 2004 keerde ze terug op de televisie en werd ze het gezicht van Actienieuws van SBS6. Actienieuws werd in augustus 2006 vervangen door de vroege editie van Hart van Nederland. Gallyon ging dit programma samen met Evelien de Bruijn en Marlayne Sahupala presenteren. Af en toe was ze als invaller te zien in de late editie. Vanaf 2007 presenteerde ze beide edities.
Van augustus 2006 tot en met september 2012 was ze ook een van de gezichten van de late editie van Shownieuws.
Op 21 oktober 2019 heeft ze voor het laatst Hart van Nederland gepresenteerd. Sinds mei 2021 presenteert van Vessem afwisselend met Kirsten Westrik en Pim Sedee het live programma 112 Vandaag op RTL 5.
In 2024 deed Van Vessem mee aan het RTL 4-televisieprogramma Het perfecte plaatje in Thailand.
In 2025 was Van Vessem te zien als deelnemer van het RTL 4-televisieprogramma Stars on Stage, hierin viel ze als eerste af.

## Privé
Van Vessem is sinds 2010 getrouwd en kreeg in datzelfde jaar op 12 oktober een dochter. Van Vessem is woonachtig in Overveen.